# Serikschan Muschyqow
Serikschan Rüstemuly Muschyqow (kasachisch Серікжан Рүстемұлы Мұжықов Serıkjan Rüstemūly Mūjyqov; * 17. Juni 1989 in Taldy-Kurgan, Kasachische SSR) ist ein kasachischer Fußballspieler.

## Karriere

### Verein

#### Schetissu Taldyqorghan
Von 2006 bis 2008 spielte Muschyqow für die zweite Mannschaft des kasachischen Erstligisten Schetissu Taldyqorghan. In der Saison 2008 rückte er in den Kader der A-Mannschaft auf. Sein Premjer-Liga-Debüt gab er am 17. Mai 2008, dem zehnten Spieltag, im Auswärtsspiel gegen Ordabassy Schymkent über 90 Minuten. In seiner Premierensaison konnte er sich noch nicht als Stammspieler im Mittelfeld etablieren und stand nur in zwölf Spielen für Taldyqorghan auf dem Platz.
In der Saison 2010 erzielte er in 29 Spielen sechs Tore. Sein erstes Profitor erzielte er am 12. Mai 2010 beim 1:2-Auswärtssieg gegen den FK Atyrau. In der folgenden Spielzeit konnte er mit Taldyqorghan den bisher größten Erfolg der Vereinsgeschichte feiern. Mit 19 Siegen sicherte sich Taldyqorghan den zweiten Tabellenplatz in der Premjer-Liga, wodurch der Verein an der Europa League 2012/13 teilnehmen durfte. Dort spielte Muschyqow in den beiden Spielen der ersten Qualifikationsrunde gegen Lech Posen, wobei er im Rückspiel am 12. Juli 2012 mit dem Treffer zum 1:1-Endstand sein erstes Tor in einem internationalen Wettbewerb erzielte.

#### FK Astana
Im Januar 2014 wechselte er zum FK Astana.

### Nationalmannschaft
Sein Debüt in der Kasachischen Nationalmannschaft feierte er bei der 3:2-Niederlage von Kasachstan gegen Aserbaidschan.

## Erfolge
- Kasachischer Meister: 2014, 2015, 2016, 2017, 2018, 2019, 2021